# Hackney Diamonds
Albums de The Rolling Stones
GRRR Live!
(2023)
Singles
1. Angry
Sortie : 6 septembre 2023[3]
2. Sweet Sounds of Heaven
Sortie : 28 septembre 2023

Hackney Diamonds est le 24e album studio du groupe de rock britannique The Rolling Stones paru le 20 octobre 2023. Présentant une variété d'invités, c'est le premier album studio contenant du matériel original du groupe à paraître en 18 ans (depuis A Bigger Bang paru en 2005). 
On remarquera l'absence du bassiste Darryl Jones qui n'a participé à aucune chanson de cet album, il n'était qu'un simple musicien salarié du groupe.

## Historique et premières sessions
Après la sortie de Blue and Lonesome (album de reprises blues) en 2016, le groupe commence à travailler à un nouvel album de chansons originales, toujours avec Don Was, qui collabore avec le groupe depuis 1993. Cependant, le projet n'avance pas. Le dernier album de chansons originales est A Bigger Bang, sorti en 2005. Le groupe a néanmoins continué à enregistrer occasionnellement de nouvelles chansons, comme Doom and Gloom pour la compilation GRRR! (2012). Par ailleurs, d'anciens titres et enregistrements inachevés retravaillés sont inclus sur des rééditions d'anciens albums (comme Plundered My Soul pour Exile on Main St., No Spare Parts pour Some Girls, Scarlet pour Goats Head Soup).
Le groupe a de nouveau réalisé des sessions pour un nouvel album à partir de 2019, mais celles-ci ont été interrompues par la pandémie de Covid-19. Le groupe publie la chanson Living in a Ghost Town au printemps 2020 pour faire patienter le public. Longtemps pressentie, la chanson ne sera finalement pas incluse sur le prochain album.
Le groupe se retrouve en studio en février 2021 (Keith Richards a publié sur les réseaux sociaux des photos de lui en studio) et donne lieu à plusieurs chansons terminées. Ce seront les dernières sessions réalisées avec Charlie Watts et Don Was, bien qu'aucune chanson de ces sessions ne sera utilisée pour l'album. En effet, le premier décède le 24 août 2021 à l'âge de 80 ans. Le groupe engage le batteur Steve Jordan, fidèle collaborateur de Keith Richards en solo, qui avait déjà cosigné un titre des Rolling Stones, Almost Hear You Sigh en 1989.

## Enregistrement
L'enregistrement définitif de l'album commence aux studios Electric Lady à New York en décembre 2022 avec un nouveau producteur, Andrew Watt, récompensé en 2021, et ses récentes collaborations avec Ozzy Osbourne, Iggy Pop et Miley Cyrus. Il est révélé par la suite dans une interview de l'ancien bassiste des Beatles Paul McCartney qui participe à l'album (voir plus loin) que c'est Mick Jagger qui a choisi ce producteur. Les sessions se terminent en janvier 2023 aux studios Henson à Los Angeles, avec un total de 23 titres terminés, et le mixage est effectué le mois suivant aux studios Henson à Los Angeles. Ces enregistrements incluent des sessions de 2019 qui contiennent la dernière œuvre de Charlie Watts et la première du groupe avec le batteur Steve Jordan.
Les sessions de janvier à Los Angeles sont marquées par la participation de certaines personnalités comme Lady Gaga et Stevie Wonder sur la chanson Sweet Sounds of Heaven ou encore Elton John au piano sur Get Close et Live by the Sword,. Mais c'est la participation de Paul McCartney à la basse sur deux chansons qui fait parler dans les médias, une rumeur sur l'éventuelle présence de Ringo Starr à l'album est également évoquée dans les médias,,,. Finalement, celui-ci n'apparait que sur la chanson Bite My Head Off. L'ancien bassiste des Beatles raconte dans une interview les conditions d'enregistrements ainsi que le choix d'Andrew Watt comme producteur : 

« Un jour, je dînais avec Ronnie [Wood], je lui ai demandé comment se passaient les enregistrements et il m’a répondu : “Oh, parfois je dois servir de médiateur entre Mick [Jagger] et Keith [Richards]…”. Et puis j’ai dit que j’avais un gars pour les aider, Andrew Watt, le producteur avec lequel je travaillais. Plus tard, nous avons même découvert que Mick lui parlait déjà – il le révèle. – Un jour, Andrew m’a demandé si je voulais jouer de la basse sur certains morceaux. [...] Je me suis rendu compte que je connaissais ces types depuis toujours, que j’étais allé à leurs concerts, et eux aux nôtres, et que John [Lennon] et moi avions même fait quelques chœurs pour une de leurs chansons [We Love You en 1967]. Mais je n’avais jamais joué avec eux, tous ensemble, dans la même pièce. J’ai donc adoré. »

L'ancien bassiste du groupe Bill Wyman est également présent aux sessions de Los Angeles (comme il l'annonce en juin 2023), une première en 30 ans après son départ,. Il participe (avec Elton John) à la chanson Live by the Sword qui rend hommage au batteur Charlie Watts,. Des enregistrements de ce dernier datant de sessions de 2019 sont utilisés sur cette chanson et Mess It Up,.

« Bill n’avait pas vu le groupe depuis des années, mais il a toujours adoré Charlie. Ce disque est vraiment un hommage à Charlie, donc il ne pouvait pas dire non. Après plusieurs sessions à Los Angeles réalisées [en janvier], le jeu de Bill sera le disque.
[...]
C’était vraiment agréable pour Mick, Keith et Ronnie Wood d’être de retour en studio et de se souvenir de Charlie, et de jouer et chanter sur des pistes de batterie qui sont réutilisées et intégrées à l’album. »

— déclaration d'une source proche du groupe auprès du journal britannique The Sun en juin 2023

## Parution et réception

### Promotion
Le 17 août 2023, une publicité est apparue dans la Hackney Gazette présentant l'album, faisant référence à plusieurs titres de chansons des Rolling Stones et affichant leur logo en langue. Le 22 août, les profils des réseaux sociaux ont publié de nouvelles illustrations de Paulina Almira. Universal Music Group lance un site web pour promouvoir la sortie, sur lequel un compte à mystérieux rebours apparaît,,,. Le groupe publie ensuite des liens vers ce site sur les comptes de réseaux sociaux le 29 août. Des photographies du logo projeté sur divers monuments à travers le monde sont publiées. Ces projections se sont poursuivies jusqu'au 2 septembre, lorsque le groupe a présenté en avant-première un court extrait de Angry sur le site Web dontgetangrywithme.com, qui a connu une instabilité et des erreurs fréquentes que certains ont interprétées comme intentionnelles.
Le 4 septembre, l'album est officiellement annoncé, tout comme les plans d'une diffusion en direct avec l'animateur de télévision Jimmy Fallon durant laquelle davantage d'informations seraient révélées et où le premier single sera présenté. Ce live stream a lieu le 6 septembre sur la chaîne YouTube officielle des Rolling Stones pendant le tournage au Hackney Empire de Londres. Jimmy Fallon y interviewe le groupe, qui révèle la liste des morceaux et la date de sortie de l'album. Plusieurs allusions sont faites sur la présence de divers artistes et musiciens invités. Le groupe répond également à quelques questions posées par les fans. Le clip de Angry est créé[pas clair] après la fin de l'interview. L'actrice Sydney Sweeney y traverse Los Angeles dans une décapotable rouge, avec les membres du groupe lui chantant depuis de grands panneaux d'affichage le long du chemin,.
Peu de temps après l'annonce dans le journal impliquant la sortie de cet album, 12 chansons ont été enregistrées auprès de l'American Society of Composers, Authors and Publishers sous les noms de Jagger – Richards, avec trois morceaux co-écrits par Andrew Watt,. La liste finale des morceaux est publiée le 6 septembre et comprend Rolling Stone Blues, une chanson de Muddy Waters qui a donné leur nom à leur groupe ; ils ne l'avaient jamais reprise auparavant dans une publication.

### Accueil critique
Avant son annonce, Will Hodgkinson, critique rock et pop en chef du Times, reçoit un accès anticipé à l'intégralité de l'album. Il note que Hackney Diamonds « sonne comme un résumé de toutes les choses qui rendent les Stones géniaux » et est « sans aucun doute le meilleur [album] des Stones depuis Some Girls (1978). »
À l'écoute de l'album, Laure Narlian, qui a analysé chacun de ses titres pour FranceTVInfo, estime que « ce qui frappe d’abord c’est la dynamique du groupe », que si l'obsession « d'être actuel, ne pas faire daté, rester dans le coup » apparaît dans les premiers titres, l'écoute des morceaux suivants à partir de Bite My Head Off est de plus en plus plaisante, et que « la dernière ligne droite est une ascension vers les étoiles » avec les « pépites » que constituent Sweet Sounds of Heaven et Rolling Stone Blues.
La rédaction française du magazine Rolling Stone, dans sa critique d'ensemble de l'album, écrit quant à elle « Aujourd’hui The Rolling Stones regardent donc dans le rétroviseur et ce nouvel effort en studio est davantage un clin d’œil aux grands titres de leur carrière qu’une recherche de son révolutionnaire » et « cet album montre que The Rolling Stones en ont encore sous le pied sans chercher à prouver, si besoin était, qu’un statut de plus grand groupe de rock du monde, ça se mérite. »
Fabrice Gottraux, qui a rédigé une critique exhaustive de l'album dans la Tribune de Genève et qui, comme Laure Narlian, n'a pas été enthousiasmé par les premiers morceaux, retient les titres Dreamy Skies, Mess It Up et Live by the Sword (son préféré pour « la guitare nerveuse et la gouaille du chanteur rejouant ensemble la légende de Brown Sugar  »), et estime pour sa part que l'album dont il juge la pochette « d'une laideur inouïe » ne contient « rien d'indispensable au dernier round, mais du style, toujours ».
À l'opposé, Rayhan Arrar pour Chérie FM apprécie beaucoup les morceaux très rock comme Angry (qui ouvre l'album), Bite My Head Off et  Whole Wide World (dont il souligne le solo de guitare de Keith Richards) qui offrent « un véritable vent de fraîcheur et de légèreté à l’ensemble de l’album », en trouvant la voix de Mick Jagger « franchement impressionnante », tout en appréciant la « collobaration très réussie » de Lady Gaga et Stevie Wonder sur Sweet Sounds of Heaven, et en concluant : « Près de deux décennies après leur dernière création, les Stones puisent dans leurs racines blues et convoquent les gardiens du temple sans tomber dans la nostalgie d’un monde révolu ».

### Récompenses
En 2025, lors de la 67e cérémonie des Grammy Awards, l'album remporte le Grammy Award de l'album rock de l'année. La cérémonie est marquée par le retour de la "rivalité" entre les Stones et les Beatles qui, eux, remportent le Grammy Award de la meilleure prestation rock pour Now and Then sortie en 2023, soit 53 ans après la fin du groupe.

## Liste des titres
Peu de temps après l'annonce dans le journal impliquant la sortie de cet album, les chansons suivantes ont été enregistrées auprès de l'American Society of Composers, Authors and Publishers sous les noms de Jagger/Richards, avec certains morceaux coécrits par Andrew Watt, :
1. Angry (Jagger, Richards, Watt) - 3:46
2. Get Close (Jagger, Richards, Watt) - 4:10
3. Depending on You (Jagger, Richards, Watt) - 4:03
4. Bite My Head Off - 3:31
5. Whole Wide World - 3:58
6. Dreamy Skies - 4:38
7. Mess It Up - 4:03
8. Live by the Sword - 3:59
9. Driving Me Too Hard - 3:16
10. Tell Me Straight - 2:56
11. Sweet Sounds of Heaven - 7:22
12. Rolling Stone Blues (Muddy Waters) - 2:41

## Crédits
The Rolling Stones
- Mick Jagger : chant, chœurs, guitares, percussions, harmonica sur Rolling Stone Blues
- Keith Richards : guitares, basse sur Angry, Dreamy Skies, Tell Me Straight et Sweet Sounds of Heaven, chœurs, chant sur Tell Me Straight[3]
- Ron Wood : guitare, basse sur Driving Me Too Hard, chœurs
- Charlie Watts († décédé en 2021) : batterie sur Live by the Sword et Mess It Up[20]

Musiciens additionnels
- Steve Jordan : batterie sauf sur Live by the Sword et Mess It Up
- Bill Wyman : basse sur Live by the Sword
- Paul McCartney : basse sur Bite My Head Off
- Andrew Watt : production, basse sur Get Close, Depending On You, Whole Wide World, Mess It Up et Sweet Sounds of Heaven, guitares, percussions, claviers, chœur
- Matt Clifford : claviers, piano, Wurlitzer[37]
- Elton John : piano sur Get Close et Live by the Sword[38]
- Stevie Wonder : claviers, piano sur Sweet Sounds of Heaven[3]
- Benmont Tench : orgue Hammond
- Lady Gaga : chant sur Sweet Sounds of Heaven[20]
- James King : saxophone sur Get Close
- Ron Blake : trompette
- Karlos Edwards : percussions
- David Campbell : arrangement des cordes

Autres crédits
- Don Was : production additionnelle sur Live by the Sword
- Serban Ghenea : mixage sauf sur Rolling Stone Blues
- Paul Lamalfa : mixage de Rolling Stone Blues
- Matt Cotton : mastering
- Paulina Almira : art graphique
- Studio Fury : design

## Ventes
L'album s'écoule en France à plus de 130 000 exemplaires.

## Classements hebdomadaires
| Classement (2023)                  | Meilleure place |
| ---------------------------------- | --------------- |
| Allemagne (Media Control AG)       | 1               |
| Australie (ARIA)                   | 1               |
| Autriche (Ö3 Austria Top 40)       | 1               |
| Belgique (Flandre Ultratop)        | 1               |
| Belgique (Wallonie Ultratop)       | 1               |
| Canada (Canadian Albums Chart)     | 8               |
| Danemark (Tracklisten)             | 1               |
| Écosse (OCC)                       | 1               |
| Espagne (Promusicae)               | 2               |
| États-Unis (Billboard 200)         | 3               |
| Finlande (Suomen virallinen lista) | 3               |
| France (SNEP)                      | 1               |
| Irlande (Irish Albums Chart)       | 1               |
| Italie (FIMI)                      | 2               |
| Norvège (VG-lista)                 | 1               |
| Nouvelle-Zélande (RIANZ)           | 1               |
| Pays-Bas (Mega Album Top 100)      | 1               |
| Portugal (AFP)                     | 1               |
| Royaume-Uni (UK Albums Chart)      | 1               |
| Suède (Sverigetopplistan)          | 1               |
| Suisse (Schweizer Hitparade)       | 1               |